# Dare I Say...
Albums de Hermano
...Only a Suggestion
(2002) Live at W2
(2005)
Dare I Say est le deuxième album du groupe de stoner rock américain, Hermano. Il est sorti en 2004 sur le label hollandais Suburban Records pour l'Europe et sur MeteorCity pour les États-Unis. Il a été produit par le groupe et Ram Lauwrier.
En 2003, le batteur Steve Earle a quitté le groupe et est remplacé par Chris Leathers en provenance de Supafuzz. Le guitariste Mike Callahan est retourné dans son groupe, Earshot (il reviendra en 2006) et ne participe pas à cet album.
Cet album fut enregistré de façon originale, n'habitant pas dans la même région, chaque musicien enregistra ses parties musicales et ses idées dans un studio différent et partagea les fichiers par internet.

## Liste des titres
| No  | Titre           | Auteur                       | Durée |
| --- | --------------- | ---------------------------- | ----- |
| 1.  | Cowboys Suck    | David Angstrom, Dandy Brown  | 3:46  |
| 2.  | Life            | Angstrom, Brown, John Garcia | 4:16  |
| 3.  | Roll Over       | Angstrom, Garcia             | 4:42  |
| 4.  | Brother Bjork   | Angstrom, Garcia             | 5:13  |
| 5.  | Is this Ok?     | Brown, Garcia                | 5:26  |
| 6.  | Quite Fucked    | Angstrom, Garcia             | 2:38  |
| 7.  | Murder One      | Brown, Garcia                | 4:09  |
| 8.  | My Boy          | Angstrom, Garcia             | 3:13  |
| 9.  | Let's Get It On | Aleah X, Angstrom            | 3:24  |
| 10. | On the Desert   | Brown, Garcia                | 3:48  |
| 11. | Angry American  | Angstrom, Garcia             | 3:14  |

## Musiciens
Hermano
- John Garcia: chant
- David Angstrom: guitare lead, chœurs
- Dandy Brown: basse, guitare, orgue
- Chris Leather: batterie

Musiciens additionnels
- Aleah X: chant sur les titres 4 et 11
- Steve Feldman: chœurs sur les titres 3, 5, 6, 9 & 10
- Mark Engel: guitare sur Murder One
- Eric Belt: guitare sur les titres 2 & 9